# Jake Robertson
Pour les articles homonymes, voir Robertson.
Jake Robertson (né le 14 novembre 1989 à Hamilton) est un athlète néo-zélandais spécialiste du fond et du marathon.
C'est le frère jumeau de Zane Robertson.
Le 4 mars 2018, lors du marathon du lac Biwa, il bat le record national du marathon en 2 h 8 min 26 s.